# Zuidertoren (Brussel)
De Zuidertoren (Frans:Tour du Midi) is met een hoogte van 150 meter het hoogste gebouw van België, afgezien van constructies als windturbines, zendmasten, schoorstenen en dergelijke. Het gebouw bevindt zich naast het station Brussel-Zuid, in Sint-Gillis.

De Zuidertoren wordt vaak verward met de Financietoren die 144 meter hoog is en zich nabij de Kruidtuin langs de kleine ring bevindt.
De vroegere bouwheer, De Nationale Kas voor Bediendenpensioenen, startte met de bouw in 1961 en voltooide die in 1967. Het gebouw wordt vandaag de dag gebruikt als kantoorruimte voor de Federale Pensioendienst; vandaar ook de naam “Pensioentoren”.
Ondertussen werd het gebouw al enkele keren grondig gerenoveerd. Van 1993 tot 1996 werd naar plannen van Jaspers-Eyers de beglazing vervangen. De ingang en het onthaal kregen in 1998 een nieuwe look. Tijdens het project Toreno, van 2002 tot 2006 kreeg het gebouw een grondige renovatie. Het aanwezige asbest werd verwijderd, de verlichting, de airco en het interieur van de kantoren werden vernieuwd.

## Gewaagde en unieke constructie
De constructie is ingewikkeld, gewaagd en uniek in de wereld. De toren staat op een sokkel die smaller is dan de eigenlijke toren en die doorloopt tot 150 meter als een stam waarrond de toren is opgehangen.
Via die centrale koker kan men zich via trappen en liften gemakkelijk verplaatsen. De centrale kern neemt zowat 40% in van de totale oppervlakte zodat 60% overblijft voor de kantoorruimten die werden opgehangen rond de centrale kern (wat de constructie zo gewaagd maakt). Bovendien is de centrale stam niet in de grond verankerd maar steunt deze op een fundering waardoor pompen het gebouw kunnen laten bewegen en de toren, indien nodig, opnieuw kan worden rechtgezet na een aardbeving.
Het gebouw telt in totaal 37 verdiepingen die op de centrale kern steunen via hoofdbalken die als takken aan een boom als ondersteuning voor de vloerplaten dienen. Zo zijn er in totaal 144 hoofdbalken gebruikt van elk 40 meter en 40 ton.
Doordat het geheel steunt op een centrale stam zijn steunpilaren overbodig waardoor een grote nuttige ruimte vrijkomt. Het evenwicht kwam er door de hoofdbalken telkens gekruist te plaatsen.
Bij de fabricatie van de hoofdbalken werd er, voor die tijd, een vooruitstrevende techniek gebruikt gekend als preflex. Deze technologie werd ontwikkeld door ingenieur Abraham Lipski en laat toe om inwendige spanningen uit te schakelen in de balken voordat deze worden geplaatst. Hierdoor gaan ze achteraf ook niet meer vervormen door het gewicht van de zware vloerplaten.

## Links

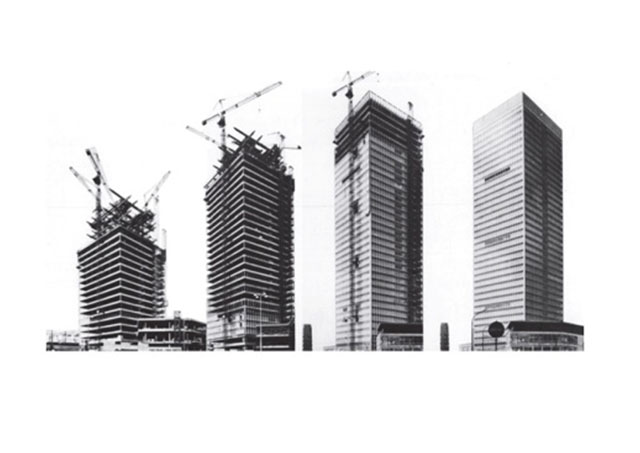
Constructie van de Zuidertoren

- zuidertoren op emporis
- zuidertoren op skyscraper